# Eriocaulon nigrum
Eriocaulon nigrum är en gräsväxtart som beskrevs av Paul Lecomte. Eriocaulon nigrum ingår i släktet Eriocaulon och familjen Eriocaulaceae. Inga underarter finns listade i Catalogue of Life.